# 吴鹭山
吴鹭山（1910年2月18日—1986年9月），原名艮，晚年改名匏，字天五，号鹭山、匏老、喑翁、彀音老人，浙江乐清人，中国学者、诗人。亦工诗词、善书法。好友有夏承焘、锺锺山、浦江清、梅冷生、苏渊雷等，其中与夏承焘交谊最为密笃。著作有《周易学》《读陶丛札》《杜诗论丛》《王梅溪诗文及年谱》《雁荡诗话》《光风楼诗词》等。

## 人物生平
先后执教省立温州第十中学（温州中学）、永嘉县立中学（温二中）、浙江师范学院、浙江教师进修学院。
1957年因言事获谴去职，应聘赴长春东北文史研究所讲授经学。研究所停办，遂归里蛰居乐清埭下。一生坎坷，不获用于世。

## 评价
苏渊雷称吴鹭山“类皆自抒心得，成一家言”、“文笔俱擅，词翰两绝，亦世所罕觏也。”